# Styreenoxide
Styreenoxide is een epoxide afgeleid van styreen, met als brutoformule C8H8O. De stof komt voor als een kleurloze tot lichtgele vloeistof, die slecht oplosbaar is in water.
De molecule bezit een chiraal centrum, zodat er twee optische isomeren van bestaan, R-styreenoxide en S-styreenoxide. Het commercieel product is een racemisch mengsel van beide.

## Synthese
Styreenoxide wordt commercieel bereid door de reactie van styreen met chloorgas en water, of met calciumhypochloriet tot styreenchloorhydrine, dat een cyclisatie ondergaat door behandeling met verdund natriumhydroxide.
Het wordt ook bereid door de reactie van styreen met waterstofperoxide of een peroxycarbonzuur zoals perazijnzuur of perbenzoëzuur. De directe epoxidatie van styreen met behulp van zuurstofgas is ook mogelijk met een geschikte katalysator.

## Toepassingen
Styreenoxide is een reactieve verbinding en fungeert als intermediaire stof in verschillende chemische processen. De hydrogenering levert 2-fenylethanol, een veelgebruikte parfumbasis met een rozengeur.
Reactie met carbonzuren levert esters die in parfums kunnen gebruikt worden. Het reactieproduct van styreenoxide met ethanolamine wordt gebruikt in de synthese van tetramisol, een anthelminthicum.
Styreenoxide kan omgezet worden in zijn isomeer 2-fenylaceetaldehyde, dat eveneens een aromastof is.
De stof kan gepolymeriseerd worden tot poly(styreenglycol) of als co-monomeer gebruikt worden met andere epoxiden.
Styreenoxide wordt ook gebruikt als reactieve verdunner voor epoxyharsen en als crosslinker van polyester of polyurethaan. Kleine hoeveelheden worden gebruikt voor de stabilisatie van hydraulische vloeistoffen, diëlektrische vloeistoffen, zuurgevoelige polymeren of chloorhoudende reinigingsvloeistoffen.

## Toxicologie en veiligheid
Styreenoxide is kankerverwekkend gebleken bij dierproeven; bij gebrek aan gegevens bij mensen, heeft het IARC styreenoxide ingedeeld bij de kankerverwekkende stoffen van groep 2A (stoffen die waarschijnlijk kankerverwekkend zijn voor mensen).